# Julius Cohnheim
Julius Friedrich Cohnheim, född 20 juli 1839 i Demmin, död 15 augusti 1884 i Leipzig, var en tysk läkare. Han var far till Otto Cohnheim, som senare antog namnet Kestner. 
Cohnheim blev 1861 medicine doktor i Berlin och 1864 assistent vid Rudolf Virchows institut där. Där ägnade han sig till en början åt fysiologisk-kemiska arbeten, men övergick snart till anatomin och behandlade frågor både inom den normala och den patologiska anatomin. I sin avhandling Über die Endigung der sensiblen Nerven in der Hornhaut ("Virchows archiv", 1867) redogjorde han bland annat för sin metod att med guldklorid färga nervtrådarna i mikroskopiska preparat. Samma år utkom i "Virchows archiv" Cohnheims berömda undersökning Über Entzündung und Eiterung, i vilken han visade, att vid varbildning de vita blodkropparna genom sina självständiga rörelser utpasserar från blodkärlen till den omgivande vävnaden - en upptäckt, som framkallade en verklig revolution inom den allmänna patologin.
Från denna tidpunkt ägnade Cohnheim sina krafter uteslutande åt den experimentella patologin och blev dess främste företrädare. Han blev 1868 professor i patologisk anatomi och allmän patologi i Kiel, flyttade 1872 till enahanda befattning i Breslau och övertog 1878 lärostolen i patologisk anatomi i Leipzig. Under sin vistelse i Breslau utgav han del I av sina mästerliga Vorlesungen über allgemeine Pathologie (1877; del II 1880; ny upplaga 1882). Cohnheim var även en framstående akademisk lärare och fick många lärjungar, såväl från Tyskland som från utlandet. Hans Gesammelte Abhandlungen utgavs 1885 av Ernst Leberecht Wagner.